# Trichillurges bordoni
Trichillurges bordoni är en skalbaggsart som beskrevs av Monné 1990. Trichillurges bordoni ingår i släktet Trichillurges och familjen långhorningar.
Artens utbredningsområde är Venezuela. Inga underarter finns listade i Catalogue of Life.